# Из Русије с љубављу
Из Русије с љубављу (енгл. From Russia with Love) је шпијунски филм из 1963. године и други у серији Џејмс Бонд британског продуцента Eon Productions-а, као и друга улога Шона Конерија као агента MI6-а, Џејмса Бонда. Филм је режирао Теренс Јанг, продуценти су Алберт Броколи и Хари Залцман, док су сценарио написали Ричард Мејбаум и Џоана Харвуд, на основу истоименог романа из 1957. Ијана Флеминга . У филму, Бонд одлази у Истанбул трагом писма Татјане Романове. У писму стоји да ће она дати Бонду Лектора, руску машину за декодирање ако он сам дође по њега. Он не схвата да иза тога стоји клопка која му спрема агенција Спектра.
Након успеха филма Доктор Но, United Artists део је зелено светло за наставак и дуплирао буџет потребан за продукцију. Поред снимања у Турској, акционе сцене су снимљене у студију у Pinewood Studios-у, Бакингемширу, као и у Шкотској. Продукција је премашила буџет и распоред, па је убрзана да би се завршила до заказаног датума издања филма у октобру 1963. године.
Филм је остварио критички и комерцијални успех. Зарадио је 79 милиона долара широм света, далеко надмашивши буџет од 2 милиона долара, као и целокупну зараду филма Доктор Но, те је постао блокбастер у биоскопима 1960-их.

## Радња
Филм почиње по ноћи у украшеном врту у којем се Џејмс Бонд игра мачке и миша са високим плавокосим убицом. Бонда је заробио и насилно задавио до смрти Ред Грант. Одједном се пале велики рефлектори, испоставља се да је „Бонд” заправо човек који је носио Бондову маску − све је то био тренинг који је проводила Спектра. Kронстин, Спектрин шаховски велемајстор и планер, смислио је план како да украду уређај за декодирање, Лектор, од Руса и тако доведу у неприлику Британску обавештајну службу, као освету за убиство њиховог оперативца Доктора Ноа. Бивша агенткиња СМЕРШ-а, Роза Kлеб, постављена је на чело мисије, која је већ ангажовала руску шифранткињу у совјетском конзулату у Истанбулу. Kлебова се налази на Спектрином острву, тајној бази за тренинге, како би проценила убицу Реда Гранта.
У Лондону, М говори Бонду како је Романова, шифранткиња у истанбулском конзулату, обавестила обавештајце у Истанбулу како је спремна да преда Лектор, уређај за декодирање који годинама траже и МИ6 и ЦИА. Осим тога, Романова тврди како се заљубила у Бонда. Иако је схватио да је то замка, М одлучује да Бонд ипак крене на мисију. Након кратког флерта са госпођицом Манипени (током којег М затражи да му се врати фотографија Романове коју је дао Бонду да је погледа, на којој пише „Из Русије с љубављу”), Бонд одлази у Истанбул где од аеродрома почињу да га прате један неуредни човек са наочарама и Ред Грант, док он иде да се састане са Али Kеримом Бејом, којег касније умало убијају у експлозији мине, причвршћене на зид његове куће.
Следећег дана, након шпијунирања бугарског убице Kриленцуа у дивовском подземном комплексу испод совјетског конзулата користећи перископ, одлазе у ромско насеље, у којем Беј има контакте. Међутим, село нападају Kриленцуови људи, након чега почиње пуцњава и обрачун ножевима. Грант, скривен, почиње да пуца на свакога ко му се учини као Бонд, док су становници успели да се одупру Бугарима. Беј се, рањен у нападу, освећује Kриленцуу убивши га следећег дана снајпером у хотелу, иза огромног плаката.
Након што се Бонд вратио у хотел, проналази Романову како га чека. Бонд и Романова почињу да воде љубав, несвесни да их снимају Грант и Kлебова. Следећег дана, Романова одлази на договорени састанак у Ају Софију. Бонд примећује човека који га је пратио све од аеродрома, али овог убија Грант, што Бонд није видео. Након што је Бонд пронашао тело, проналази планове руског конзулата које је овај скривао, оставивши Беја којем је сумњиво колико је све то једноставно. Бонд се договара са Романовом да се нађу на трајекту и сними је док она говори о Лектору, што касније потврђују у МИ6 у Лондону. Тражи визу од совјетског конзулата, што би му омогућило улазак у зграду. Беј у међувремену активира експлозив у одаји испод зграде након чега почиње да цури сузавац. У свеопштем хаосу, Бонд проналази Романову и декодер, након чега одлазе на Оријент експрес, док их прогони совјетски агент Бенз, који је препознао Романову. Ред Грант је већ на возу. Беј и Бенз су касније пронађени мртви у купеу.
Воз наставља путовање кроз југоисточну Европу, стижући у Београд где Бонд, нашавши се с једним од Бејових синова, договара састанак са агентом у Загребу. Међутим, тамо Грант пресреће британског агента и представља се као агент Наш, и наставља путовање са Бондом. У својој кабини, Бонд говори „Нашу” о Лектору и о томе како ће бити тешко да га пренесу преко границе. Бонд постаје сумњичав у вези „Наша” кад је видео како је овај нешто убацио у пиће Романове. Док она лежи у несвести у једном делу кабине, Грант обара Бонда у другу половину и почиње да му се руга, рекавши му како се Спектра игра са Британцима и Русима и окреће их једне против других, остављајући њега живог док им не набави Лектор. Говори Бонду како ће инсценирати његову смрт као злочин из страсти и да ће они подметнути писмо Романове у којем она прети како ће објавити филм са њом и Бондом, у коме воде љубав. Међутим, у покушају да спаси живот, Бонд му нуди да купи његову последњу цигарету за 50 златника. Грант наседа на замку са актовком, а Бонд га убија након насилне борбе.
На договореној тачки у Истри на којој је Грант средио свој бег, Бонд напушта воз са омамљеном Романовом, савладава Спектриног оперативца на камиону са цвећем и наставља даље. Хеликоптер их одводи до глисера којим крећу за Венецију, али их пресреће мала флота глисера са гранатама. Након што је приметио да је оштећено неколико бачви са горивом , Бонд скаче у море са Романовом претварајући се да се предаје пуцајући у воду пуну нафте, која експлодира и диже у ваздух остале глисере. Бонд и Романова коначно стижу у Венецију и пријављују се у хотел, где Роза Kлеб, прерушена у собарицу, покушава да отме Лектор Бонду док он телефонира. Међутим, Романова разоружава Kлебову, која тада покушава да огребе Бонда својим отровним ножем скакавцем, али је Романова упуца. Са извршеном мисијом, Бонд и Романова одлазе на романтични излет гондолом, а Бонд баца у канал филм на коме и Романова воде љубав.

## Улоге
| Глумац           | Улога              |
| ---------------- | ------------------ |
| Шон Конери       | Џејмс Бонд         |
| Бернард Ли       | М                  |
| Лоис Максвел     | госпођица Манипени |
| Дезмонд Левелин  | Кју                |
| Данијела Бјанки  | Татјана Романова   |
| Лоте Лења        | Роза Клеб          |
| Роберт Шо        | Доналд „Ред” Грант |
| Јунис Гејсон     | Силвија Тренч      |
| Педро Армендариз | Али Керим Беј      |
| Волтер Готел     | Морзени            |
| Владек Шејбал    | Кронстин           |
| Ализа Гур        | Вида               |
| Мартин Бесвик    | Зора               |
| Нађа Регин       | Керимова девојка   |